# Bahçeşehir Koleji Spor Kulübü 2024-2025
Questa voce raccoglie le informazioni riguardanti il Bahçeşehir Koleji Spor Kulübü nelle competizioni ufficiali della stagione 2024-2025.

## Stagione
La stagione 2024-2025 del Bahçeşehir Koleji Spor Kulübü è la 7ª nel massimo campionato turco di pallacanestro, la Basketbol Süper Ligi.
All'inizio della nuova stagione la Federazione decise di modificare il regolamento riguardo al numero di giocatori stranieri consentiti per ogni squadra che così venne allargato a sette. Inoltre, per tutta la durata della gara, le squadre devono schierare nel quintetto in campo almeno 1 giocatore di nazionalità turca.

## Roster
Aggiornato al 28 ottobre 2024.
| Bahçeşehir Koleji 2024-25 | Bahçeşehir Koleji 2024-25 |
| Giocatori                 | Staff tecnico             |
| ------------------------- | ------------------------- |

| N. | Naz.                                        | Ruolo | Nome                | Anno | Alt.   | Peso   |  |
| -- | ------------------------------------------- | ----- | ------------------- | ---- | ------ | ------ |  |
| 0  | Stati Uniti (bandiera) · Croazia (bandiera) | PG    | Jaleen Smith        | 1994 | 193 cm | 90 kg  |  |
| 2  | Turchia (bandiera)                          | P     | Şehmus Hazer        | 1999 | 190 cm | 88 kg  |  |
| 3  | Turchia (bandiera)                          | AG    | Ali Yüceoral        | 2002 | 203 cm |        |  |
| 5  | Stati Uniti (bandiera)                      | G     | C.J. Massinburg     | 1997 | 196 cm | 92 kg  |  |
| 7  | Turchia (bandiera)                          | C     | Furkan Haltalı      | 2002 | 210 cm | 95 kg  |  |
| 10 | Turchia (bandiera)                          | P     | Ömercan İlyasoğlu   | 2001 | 196 cm | 90 kg  |  |
| 17 | Turchia (bandiera)                          | GA    | Can Maxim Mutaf     | 1991 | 193 cm | 95 kg  |  |
| 18 | Turchia (bandiera)                          | AP    | Egehan Arna         | 1997 | 203 cm | 93 kg  |  |
| 19 | Montenegro (bandiera)                       | C     | Marko Simonović     | 1999 | 213 cm | 105 kg |  |
| 20 | Polonia (bandiera)                          | AP    | Mateusz Ponitka     | 1993 | 198 cm | 92 kg  |  |
| 21 | Stati Uniti (bandiera)                      | C     | Tai Odiase          | 1995 | 206 cm | 109 kg |  |
| 30 | Turchia (bandiera)                          | AP    | Furkan Korkmaz      | 1997 | 201 cm | 90 kg  |  |
| 34 | Stati Uniti (bandiera)                      | AG    | Tyler Cavanaugh (C) | 1994 | 206 cm | 107 kg |  |
| 55 | Kosovo (bandiera) · Turchia (bandiera)      | P     | Kenan Sipahi        | 1995 | 197 cm | 88 kg  |  |
| 57 | Turchia (bandiera)                          | AG    | Göktuğ Baş          | 2001 | 202 cm |        |  |
| 83 | Francia (bandiera)                          | AP    | Axel Bouteille      | 1995 | 201 cm | 93 kg  |  |

| Allenatore |
| - Dejan Radonjić |
| Assistente/i |
| - Can Alyüz - Arda Kandaş - Saša Kosović - Radovan Trifunovič Legenda - (C) Capitano - (IN) Inattivo - Infortunato Roster |

## Mercato

### Sessione estiva
| Acquisti | Acquisti          | Acquisti         | Acquisti   | Acquisti |
| R.a      | Nome              | da               | Modalità   |          |
| -------- | ----------------- | ---------------- | ---------- | -------- |
| P        | Şehmus Hazer      | Fenerbahçe       | svincolato |          |
| P        | Ömercan İlyasoğlu | Mega Belgrado    | svincolato |          |
| PG       | Jaleen Smith      | Partizan         | svincolato |          |
| G        | C.J. Massinburg   | Brescia          | svincolato |          |
| AP       | Mateusz Ponitka   | Partizan         | svincolato |          |
| AG       | Göktuğ Baş        | Samsun           | svincolato |          |
| C        | Furkan Haltalı    | Karşıyaka        | svincolato |          |
| C        | Tai Odiase        | Piratas de Queb. | svincolato |          |
| C        | Marko Simonović   | Stella Rossa     | svincolato |          |

| Cessioni | Cessioni          | Cessioni             | Cessioni       | Cessioni |
| R.       | Nome              | a                    | Modalità       |          |
| -------- | ----------------- | -------------------- | -------------- | -------- |
| P        | Trey Kell         | Illawarra Hawks      | fine contratto |          |
| P        | Kartal Özmızrak   | Mersin MSK           | fine contratto |          |
| P        | Tony Taylor       | UNICS Kazan'         | fine contratto |          |
| P        | Arca Tülüoğlu     | Merkezefendi Denizli | fine contratto |          |
| G        | Muhammed Baygül   | Ankaragücü           | fine contratto |          |
| G        | Philip Scrubb     | Free agent           | fine contratto |          |
| AG       | Berkay Candan     | Bursaspor            | fine contratto |          |
| AC       | Hadi Özdemir      | Free agent           | fine contratto |          |
| C        | Jerry Boutsiele   | Karşıyaka            | fine contratto |          |
| C        | Egemen Güven      | Yalovaspor           | fine contratto |          |
| C        | Ahmet Safa Yılmaz | Manisa               | fine contratto |          |

### Dopo l'inizio della stagione
| Acquisti | Acquisti       | Acquisti  | Acquisti         | Acquisti   |
| R.       | Nome           | da        | Data             | Modalità   |
| -------- | -------------- | --------- | ---------------- | ---------- |
| AP       | Furkan Korkmaz | Monaco    | 30 dicembre 2024 | svincolato |
| P        | Kenan Sipahi   | Karşıyaka | 7 gennaio 2025   | svincolato |

| Cessioni | Cessioni    | Cessioni             | Cessioni        | Cessioni    |
| R.       | Nome        | a                    | Data            | Modalità    |
| -------- | ----------- | -------------------- | --------------- | ----------- |
| AP       | Egehan Arna | Merkezefendi Denizli | 23 gennaio 2025 | rescissione |